# Kaos Reggio Emilia Calcio a 5 2017-2018
Questa pagina raccoglie i dati riguardanti il Kaos Reggio Emilia C5, squadra di calcio a 5 militante in serie A, nelle competizioni ufficiali della stagione 2017-2018.

## Trasferimenti

### Sessione estiva
| Cristian Amarante    | Fratelli Bari |
| Luciano Avellino     | Latina        |
| Eduardo Costa        | Fratelli Bari |
| Fits                 | Cogianco      |
| Cristiano Fusari     | Cogianco      |
| Isidoro Garrido      | Burela        |
| Dian Luka            | Joinville     |
| Francesco Molitierno | Cogianco      |
| Giovanni Pulvirenti  | Pescara       |
| Luca Vezzani         | Fratelli Bari |

| Saad Assis      | Pescara           |
| Loris Di Guida  | CAME Treviso      |
| Marco Ercolessi | Pescara           |
| Fernandão       | Pescara           |
| Patrick Nora    | Porto San Giorgio |
| Davide Putano   | Maritime          |
| Marko Perić     | Napoli            |

### Sessione invernale
| Felipe Mello | Joinville |

| Cristian Amarante | Olimpia Regium |
| Angelo Schininà   | Real Rieti     |

## Organico

### Prima squadra
| N° | Naz.                 | Ruolo      | Sportivo                | Anno     |  |  |
| -- | -------------------- | ---------- | ----------------------- | -------- |  |  |
| 1  | Italia (bandiera)    | POR        | Luca Vezzani            | 20.12.96 |  |  |
| 2  | Spagna (bandiera)    | LAT        | Isidoro Garrido         | 23.12.83 |  |  |
| 5  | Italia (bandiera)    | LAT        | Cristian Amarante       | 11.06.91 |  |  |
| 6  | Marocco (bandiera)   | LAT        | Tuli                    | 27.11.92 |  |  |
| 7  | Brasile (bandiera)   | LAT        | Jeferson Fernando Titon | 16.02.91 |  |  |
| 8  | Italia (bandiera)    | LAT        | Angelo Schininà         | 12.04.91 |  |  |
| 10 | Italia (bandiera)    | LAT        | Cristiano Fusari        | 03.10.91 |  |  |
| 11 | Brasile (bandiera)   | LAT        | Eduardo Costa           | 05.05.87 |  |  |
| 12 | Brasile (bandiera)   | POR        | João Carlos Timm        | 11.08.95 |  |  |
| 14 | /                    | PIV        | Kaká                    | 27.05.87 |  |  |
| 16 | Brasile (bandiera)   | LAT        | Dian Luka               | 28.07.90 |  |  |
| 17 | /                    | DIF        | Vinícius                | 19.02.87 |  |  |
| 18 | Brasile (bandiera)   | LAT        | Felipe Mello            | 15.08.87 |  |  |
| 19 | Brasile (bandiera)   | PIV        | Fits                    | 23.05.92 |  |  |
| 20 | Argentina (bandiera) | DIF        | Luciano Avellino        | 12.12.88 |  |  |
| 21 | Italia (bandiera)    | UNI        | Giovanni Pulvirenti     | 19.02.96 |  |  |
| 22 | Italia (bandiera)    | POR        | Francesco Molitierno    | 14.10.89 |  |  |
|    | Spagna (bandiera)    | Allenatore | Juanlu Alonso           | 14.02.76 |  |  |

### Under 19
| N° | Naz.               | Ruolo | Sportivo            | Anno     |  |  |
| -- | ------------------ | ----- | ------------------- | -------- |  |  |
| ?  | Italia (bandiera)  | LAT   | Alessandro Aieta    | 10.09.97 |  |  |
| ?  | Brasile (bandiera) | LAT   | Leonardo Micheletto | 08.08.99 |  |  |
| ?  | Brasile (bandiera) | LAT   | Lorenzo Bueno       | 16.09.99 |  |  |